# وادي أبو حيط
وادي أبو حيط (بالعبرية: נַחַל אֲדוֹרַיִם) هو وادي موسمي ينبع من جبل الخليل، ويجري غربًا لمسافة تقارب 30 كم حتى يلتقي بـوادي الحسي، حيث تُجمع مياهه في خزان الحسي الواقع شمال قطاع غزة. بالعبريّة سُمّي على اسم مدينة أدوراييم التاريخية.
في موسم الأمطار، وبفضل مساحة حوض التصريف الواسعة، يشهد الوادي جريانًا قويًا. وعلى امتداده تنتشر مواقع أثرية وتاريخية، ويشتهر في فصل الشتاء بإزهار النباتات، وخاصة شقائق النعمان التي تجذب أعدادًا كبيرة من المتنزهين.

## الجغرافيا
يبدأ وادي أبو حيط مجراه على ارتفاع 800 متر فوق سطح البحر، في الجزء الجنوبي من بلدة دورا بمحافظة الخليل. ومن بين منابعه التلال التي تقع عليها القرى المجاورة: القسور، المراجم، الطبقة، والمجور.
يمتد مجرى الوادي بمحاذاة شارع 3265، وبالقرب من بيت عوا يقطع شارع 354، الخط الأخضر، وشارع 358.
بعد ذلك يلتف داخل غابة أماتسيا قرب قرية الدوايمة المهجرة (أماتسيا). في هذه المنطقة ينضم إليه من الجنوب وادي دومة، ثم وادي كلخ.
بعد بضعة كيلومترات، يمر الوادي أسفل شارع 6 (شمال مفرق مآحاز)، وسكة الحديد المؤدية إلى بئر السبع، وشارع 40 (بين أخوزام ومحمية فورة). عند هذه النقطة يتحد مع وادي الحسي، الذي يستمر غربًا عبر شمال النقب حتى يصب في خزان الحسي جنوب هربيا(زيكيم).

## المواقع على امتداد الوادي
يمر الوادي بعدد من المواقع والمعالم، ونظرًا لضحالة مجراه في معظم أجزائه، يمكن التجول على امتداده سيرًا على الأقدام أو بالسيارة:
- تل عيطون – يقع بالقرب من الخط الأخضر بحانب أنقاض القرية المهجرة عيطون التي يحمل اسمها، أُجريت فيه حفريات أثرية بإشراف قسم علم الآثار في جامعة بار إيلان برئاسة البروفيسور أبراهام فاوست. كُشف عن مبانٍ عديدة مغطاة بطبقة دمار تعود للقرن الثامن قبل الميلاد، منها سور بسماكة 4.5 أمتار وبناء كبير، إضافة إلى مئات الأدوات التي احتوت على بقايا عضوية مثل الزيتون والعنب.
- السد – بُني عام 1963 على يد الصندوق القومي اليهودي عند بداية غابة أماتسيا بهدف تجميع مياه السيول.
- تل الأقرع (أغرا) – يقع في غابة أماتسيا، ويدور الوادي حوله في قوس شمالي واسع. يحتوي على كهوف مخفية وبقايا قرية أثرية من العهدين الروماني والبيزنطي.
- الخندق لتحويل مجرى الوادي – عند سفح تل الأقرع عُثر على فتحة في مجرى الوادي. أظهرت الحفريات أن المجرى حُوّل لمنع غمر الأراضي الزراعية.
- الكهوف – يوجد نحو 250 كهفًا، معظمها لم يُدرس بعد. بعضها حُفر في عهد تمرد المكابيين، وفي فترات لاحقة استخدمها الرهبان في طريقهم إلى عسقلان أو صحراء يهوذا. لبعض الكهوف أسماء، مثل "كهف الأسرى" في خربة "الحبس"، ويُعتقد أن العثمانيين استخدموا الكهف لحجز الأسرى أثناء نقلهم من الخليل أو القدس إلى عسقلان أو يافا، وغيرها.
- خربة سويلم (شلوم) – تقع غرب تل الأقرع، وبها عدة كهوف لتخزين المياه.
- تل الحركة (حراقيم) – شمال غرب خربة شلوم، وفيه بقايا سور وخندق وبرج.
- بئر كلخة – تقع عند التقاء وادي أم كلخة القادم من الجنوب، وقبل اجتياز شارع 6. في المنطقة آبار مياه وسد.
- بئر شيكما (الحسي) – قرب اجتياز الوادي شارع 40.
- تل القنيطرة (قِشِت) – يقع في الغرب بعد اجتياز الوادي شارع 40، وكشفت المسوحات عن شقف فخارية من أواخر العصر البرونزي حتى الفترة البيزنطية.
- محمية وادي الحسي (شيكما) – بعد اتحاد وادي أبو حيط مع وادي الحسي (شيكما).

## الطبيعة
في فصل الشتاء، تؤدي الأمطار إلى إزهار كثيف على طول مجرى الوادي، خاصةً شقائق النعمان، مما يجذب العديد من المتنزهين.
يمر في القسم الأوسط من الوادي، من شارع 6 حتى تل قشت.
تساهم المنحدرات المعتدلة، والتربة المناسبة، والمناخ في انتشار زراعة الكروم على طول أجزاء من مجرى الوادي، خاصة في منطقة أمصيا.

## وصلات خارجية

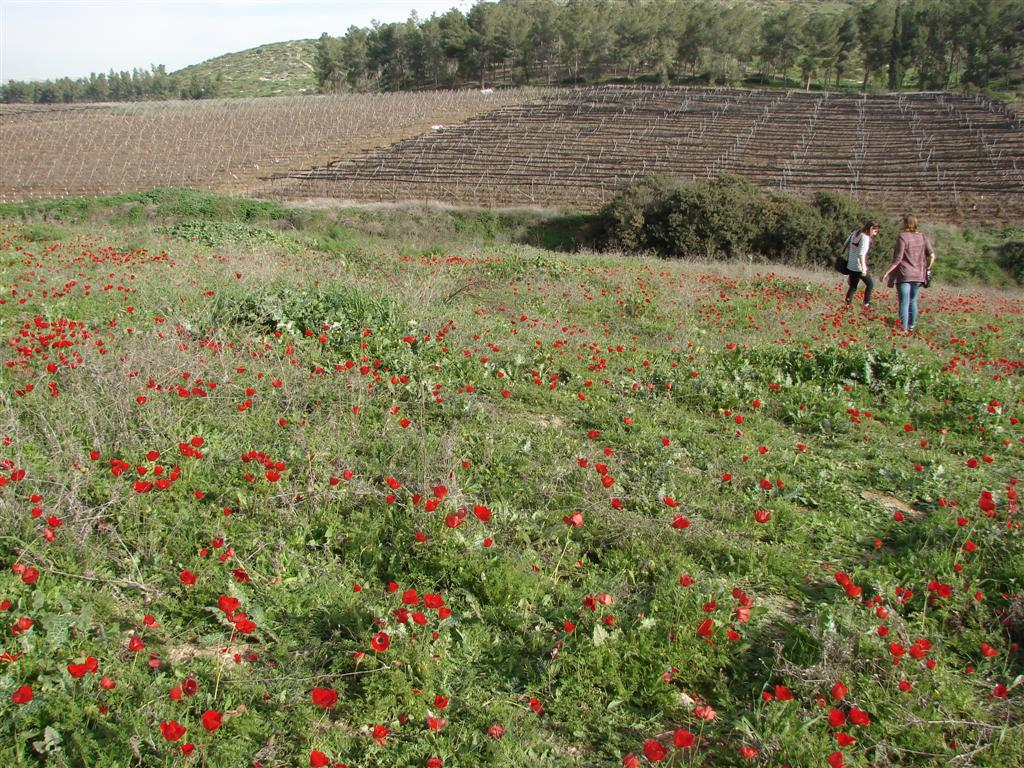
شقائق النعمان
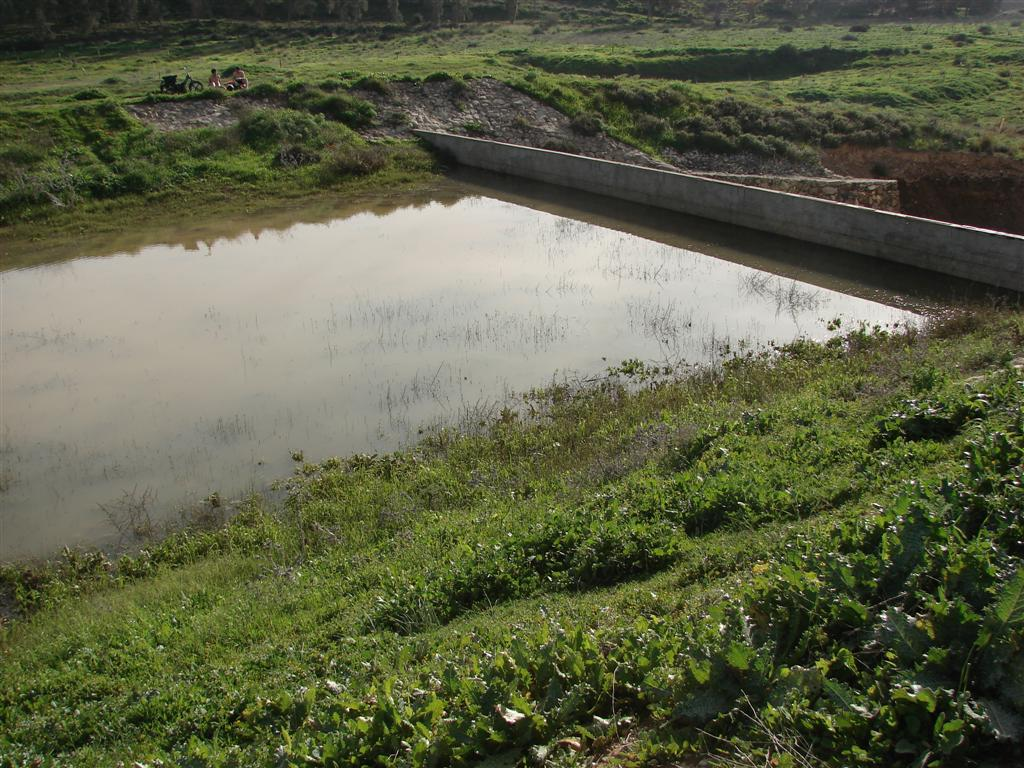
سد وادي أبو حيط